# Барбос
Барбос — популярный киноним, обозначение беспородной собаки.
В русской литературе Барбос — дворовая, беспородная собака встречается у И. А. Крылова
Дворовый, верный пес
Барбос,
Который барскую усердно службу нес,
Увидел старую свою знакомку,
Жужу, кудрявую болонку
как обобщенное прозвание собак — с XIX века. «Самый лай, который поднимали флегматические барбосы, бровки и жучки, был приятен моим ушам» (Гоголь, т. 2, с. 8); «я действительно знал некоего барбоса, который не только целый день, но и целую ночь лаял и огрызался, лаял на все и на всех…» (Щедрин, т. 2, с. 474—475).
Исторически Барбос — Бородач — имя персонажа, испанского разбойника из переводного французского романа «О храбром кавалере Евдоне и о прекрасной принцессе Берфе и гишпанском разбойнике Барбосе» (известна в русских переводах с начала XVIII века как «Гистория о Евдоне и Берфе», «История о гишпанском разбойнике Барбосе, также о Евдоне и Берьфе зело изрядъно», в лубочной литературе — «История о Евдоне, короле гишпанском и о прекрасной королеве Берфе Неополитанской, и о разбойнике Борбозце», в ряде источников — как «История о Барбосе гишпанском разбойнике»).
Слово Барбос происходит от тюркского слова Борибасар, что означает волкодав. У казахов так кличут приотарных собак, которые используются в защите скота от волков. Однако, с этимологической и смысловой точек зрения, у тюркской версии не так много сторонников. Ряд исследователей полагает, что слово заимствовано из романских языков (лат.: «barbatus», рум.: «bărbós») и буквально переводится как «бородатый». При этом, следует отметить, что барбосом издревле называли старого кобеля вне зависимости от породы, отличающегося густой шерстью на морде, создающей эффект бороды. 
Образ беспородной собаки представлен в таких кинофильмах:
- «Барбос в гостях у Бобика» — советский короткометражный цветной художественный фильм, поставленный на Киностудии «Ленфильм» в 1964 году
- «Бобик в гостях у Барбоса» — сказка Н. Н. Носова.
- «Бобик в гостях у Барбоса» — мультфильм 1977 года по одноимённому произведению Н. Н. Носова.
- «Пёс Барбос и необычный кросс» — советская короткометражная комедия, снятая в 1961 году по стихотворному фельетону украинского поэта-юмориста Степана Олейника на киностудии «Мосфильм» режиссёром Леонидом Гайдаем.

Образ собаки (точнее антропоморфов) представлен в современном российском анимационном сериале Барбоскины производства студии анимационного кино «Мельница».